# Nimule
Nimule – miasto w Sudanie Południowym w stanie Imatong. Liczy poniżej 1000 mieszkańców. Ośrodek przemysłowy. W mieście znajduje się port lotniczy Nimule.
W pobliżu znajduje się Park Narodowy Nimule.